# Kut´kowo (obwód smoleński)
Kut´kowo (ros. Кутьково) – wieś (ros. деревня, trb. dieriewnia) w zachodniej Rosji, w osiedlu miejskim Krasninskoje rejonu krasninskiego w obwodzie smoleńskim.

## Geografia
Miejscowość położona jest nad rzeką Mierieja, 4 km od centrum administracyjnego osiedla miejskiego i całego rejonu (Krasnyj), 48 km od Smoleńska, 22,5 km od najbliższej stacji kolejowej (Gusino).
W granicach miejscowości znajdują się ulice: Bołdinskaja, Gierasimowskij pierieułok, Oziornaja, Sołowjinaja.

## Demografia
W 2010 r. miejscowość zamieszkiwało 14 osób.

## Historia
To tu w dniu 15 listopada 1812 roku odbyła się jedna z potyczek bitwy pod Krasnym. Biwakujący oddział kozaków generała Ożarowskiego został zaskoczony atakiem wojsk napoleońskich tracąc połowę swojego stanu osobowego.